# Alaska State Fair

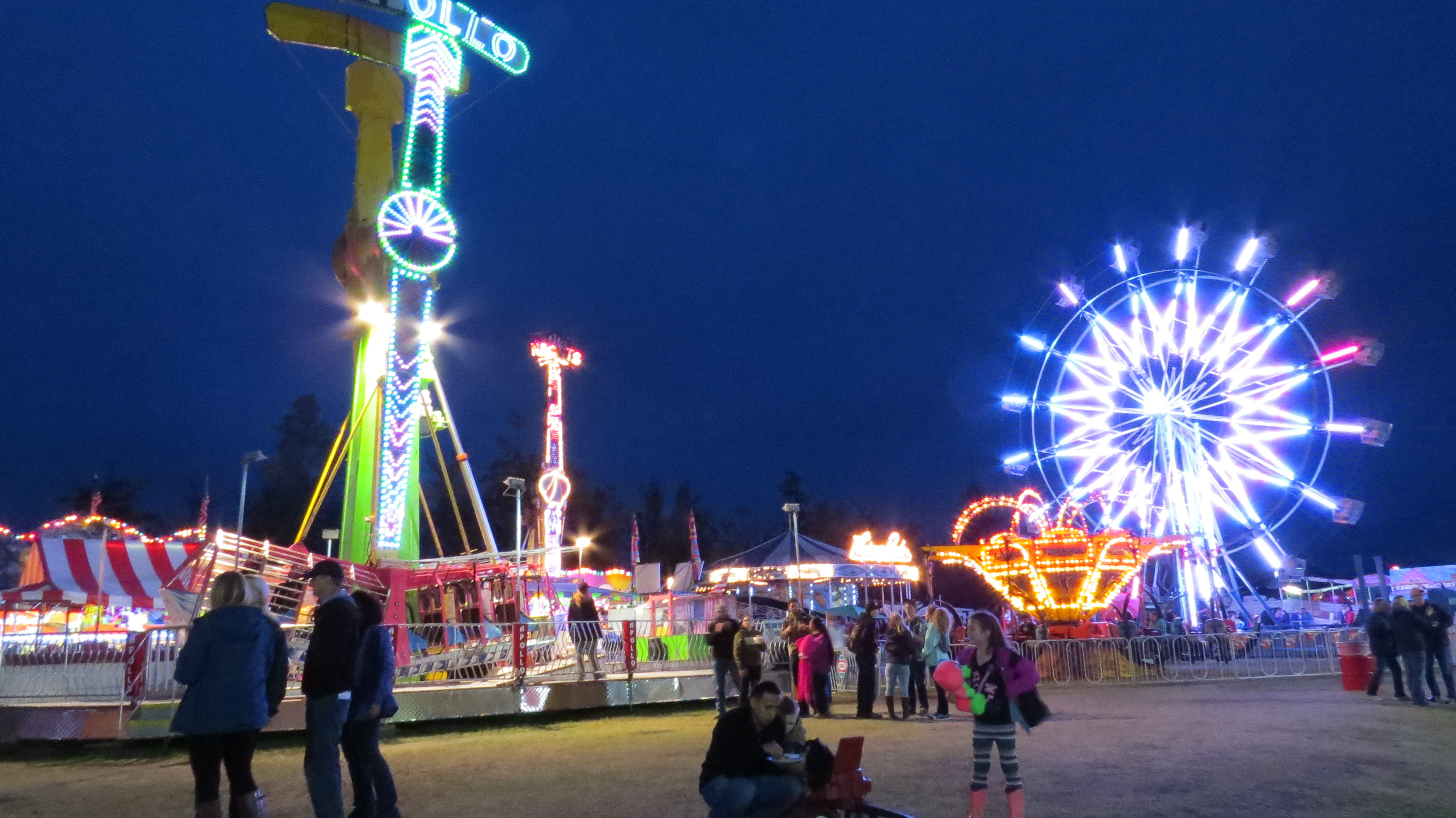
Attraktionen bei Nacht

Die Alaska State Fair ist eine jährliche Landwirtschaftsmesse, die in Palmer, Alaska stattfindet. Sie ist eine der größten Veranstaltungen Alaskas und zieht jedes Jahr über 300.000 Besucher an. Die Messe erstreckt sich über einen Zeitraum von zwei Wochen, in der Regel ab Ende August, und bietet eine Vielzahl von Aktivitäten und Attraktionen.

## Geschichte
Die Ursprünge der Messe reichen bis ins Jahr 1936 zurück, als sie erstmals von Clark Engle organisiert wurde. Sie begann als Versammlung von Landwirten und Züchtern, die ihre landwirtschaftlichen Erzeugnisse und ihr Vieh präsentierten. Im Laufe der Jahre wuchs die Messe sowohl in Größe als auch Beliebtheit und entwickelte sich zu einer bedeutenden Veranstaltung im Bundesstaat.

## Veranstaltungsort
Das Messegelände befindet sich in Palmer, einer Stadt im Matanuska-Susitna-Tal von Alaska. Es erstreckt sich über etwa 300 Acres und bietet Platz für Ausstellungen, Unterhaltungsbühnen, Karussellfahrten und Essenstände. Die malerische Kulisse der Chugach Mountains trägt zum Charme der Messe bei.

## Aktivitäten und Attraktionen

### Viehschauen und landwirtschaftliche Ausstellungen
Die Messe umfasst Viehschauen, bei denen Landwirte und Züchter aus dem ganzen Bundesstaat ihre Tiere präsentieren, darunter Rinder, Pferde, Schafe, Schweine und Geflügel. Darüber hinaus gibt es landwirtschaftliche Ausstellungen, die verschiedene Ernten, Gemüsesorten und Schaugärten präsentieren.

### Karussellfahrten
Zur Messe gehört ein Jahrmarkt mit Karussellfahrten, Riesenrädern, Achterbahnen und Autoscootern.

### Konzerte und Unterhaltung
Die Messe veranstaltet eine Vielzahl von Konzerten und Live-Unterhaltungsprogrammen mit lokalen und national bekannten Künstlern. Die Musikgenres reichen von Country und Rock bis hin zu Pop und Folk.

### Kunsthandwerkliche Ausstellungen
Die Messe bietet Künstlern und Handwerkern aus der Region eine Plattform, um ihre Talente zu präsentieren und eine Vielzahl von künstlerischen Werken zu zeigen. Besucher können Ausstellungen mit Gemälden, Skulpturen, Keramik, Fotografien und verschiedenen handgefertigten Gegenständen erkunden.

### Gastronomie
Essensstände bieten eine Vielzahl von Speisen, darunter traditionelle Jahrmarkt-Favoriten wie Corn Dogs, Funnel Cakes und Zuckerwatte sowie eine große Auswahl an lokalen alaskischen Spezialitäten.

## Wirtschaftliche Bedeutung
Die Alaska State Fair lockt Besucher aus ganz Alaska und darüber hinaus an und führt zu einem erhöhten Tourismusumsatz für lokale Unternehmen, Hotels und Restaurants. Die Messe dient auch als Plattform für lokale Anbieter und Künstler, um ihre Produkte zu präsentieren und Verkäufe zu generieren.